# Antoni Patek
Antoni Norbert Patek (también conocido en francés como Antoine Norbert de Patek; 14 de junio de 1812 - 1 de marzo de 1877) fue un pionero de la relojería polaco, fundador de la empresa suiza Patek Philippe & Co. También es conocido por su labor como activista político implicado en la lucha por la independencia de su país natal.

## Primeros años

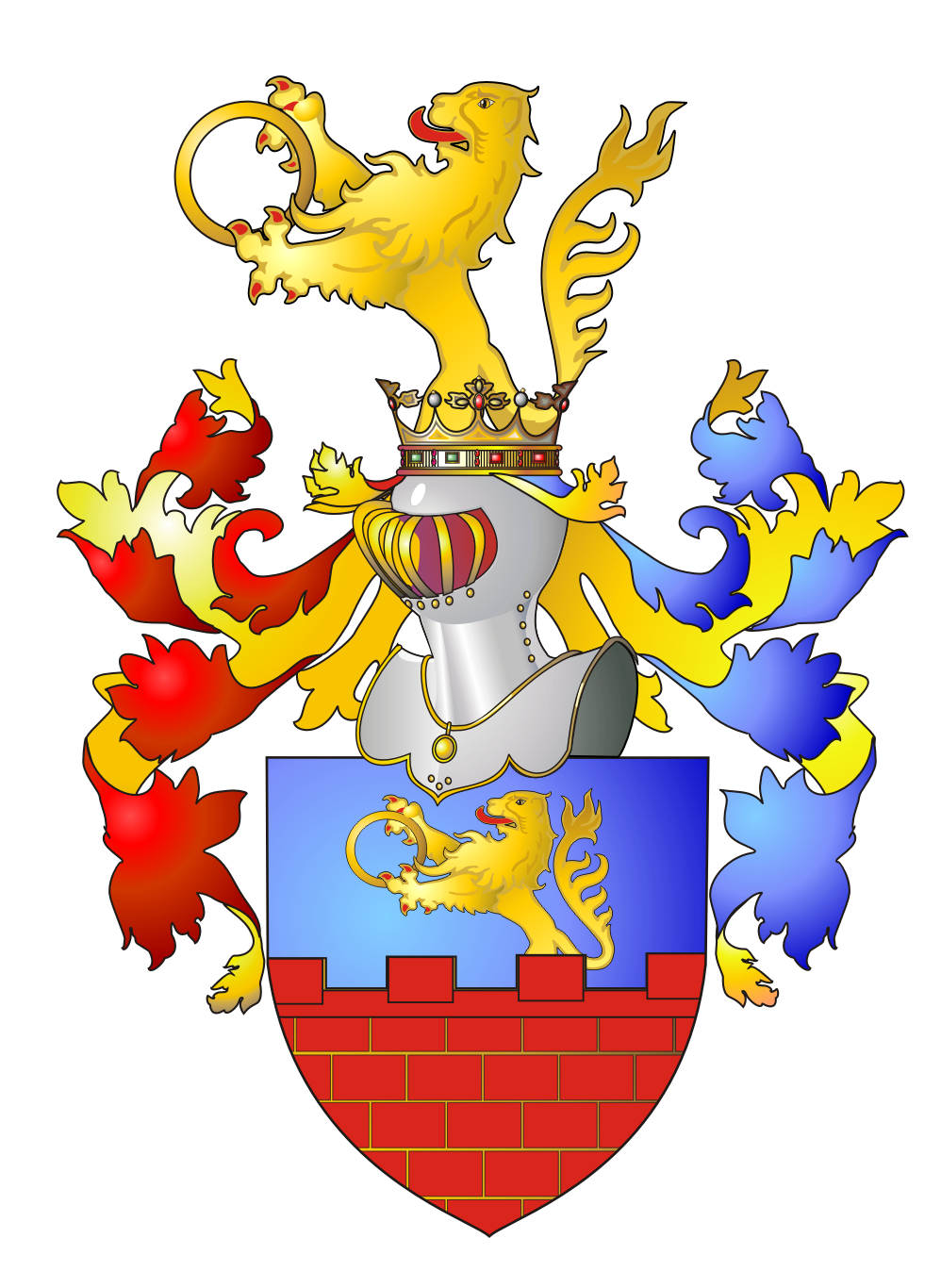
Escudo de armas de la nobleza polaca prawdzic

Antoni Norbert Patek de Prawdzic nació en 1812 en una destacada familia de la localidad de Piaski Szlacheckie (cerca de Lublin), en el Gran Ducado de Varsovia. Era hijo de Anna Piasecka y de Joachim Patek, miembro de la nobleza local (conocida como prawdzic). A la edad de 10 años, Patek se mudó con sus padres a Varsovia, donde su padre murió el 7 de abril de 1828.
El 1 de marzo de 1828, Patek, de 16 años, se unió al 1er Regimiento de Fusileros Montados de Polonia. Luchó en el levantamiento de Noviembre polaco contra la dominación del imperio ruso, siendo herido dos veces durante los combates. El 27 de febrero de 1831, por su actitud heroica, fue ascendido a segundo teniente de la brigada "1 de agosto", y el 3 de octubre del mismo año fue condecorado con la Cruz de Oro de la Orden Virtuti Militari. Tras el fracaso de la sublevación, como muchos otros oficiales y soldados del ejército polaco, tuvo que exiliarse.

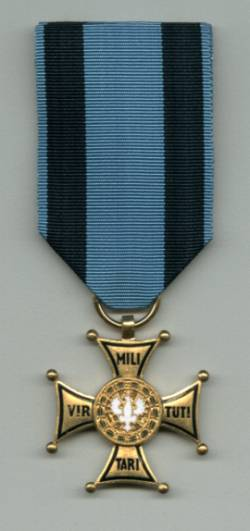
Condecoración de 4ª Clase de la Orden Virtuti Militari

En 1832, el general Józef Bem le encargó organizar una ruta de evacuación para los insurgentes polacos a través de Prusia hacia Francia. Se le encargó el mando de un punto de parada en Bamberg, cerca de Múnich (uno de los cinco puntos de parada en la ruta de evacuación de los insurgentes). Tras finalizar la evacuación, Patek se estableció en Francia, primero en Cahors y después en Amiens, donde trabajó como cajista de imprenta.
Dos años después, un decreto desfavorable emitido por el gobierno francés bajo presión de la embajada rusa, obligó a muchos antiguos insurgentes a reasentarse en Suiza. Patek probó suerte en muchos oficios, incluido el comercio de licores y vinos en Versoix, cerca de Ginebra. Durante algún tiempo asistió a cursos de pintura impartidos por el famoso pintor y grabador suizo Alexandre Calame. Durante sus estudios viajó a París, donde permaneció varios meses. En esa época, trabó amistad con la familia Moreau de Versoix, en cuya casa conocería a su futura esposa. Probablemente lo animaron a emprender una nueva actividad: el comercio de costosos relojes de bolsillo, que eran decorados por los orfebres, grabadores, esmaltadores y miniaturistas de la época. Comenzó comprando mecanismos de relojería que enviaba a relojeros ginebrinos ya conocidos por la calidad de sus productos y, bajo su dirección, los equipaba con cajas bellamente decoradas. Desde el principio, concedió la máxima importancia a la calidad y al valor artístico del trabajo y, muy pronto, logró encontrar un mercado en el que se valoraran enormemente estas creaciones de calidad excepcional.
El 20 de julio de 1839, en Versoix, Patek se casó con Marie Adélaïde Elisabeth Thomasine Dénizart, hija del comerciante francés Louis Charles Dénizart de Turín, y de su esposa Marie Jeanne Adélaïde Elisabeth, de soltera Devimes. Antoni y Marie de Patek tuvieron tres hijos. El primero, Boleslas Joseph Alexandre Thomas (Boleslaw Józef Aleksander Tomasz), nacido el 16 de junio de 1841 y falleció el 18 de septiembre del mismo año. Los otros dos nacieron mucho más tarde, cuando Marie de Patek ya tenía 39 y 41 años respectivamente: un hijo, Leon Mecislas Vincent (Leon Mieczyslaw Wincenty), el 19 de julio de 1857, y una hija, Marie Edwige (Maria Jadwiga), el 23 de octubre de 1859.

## Patek, Czapek & Co.

### (1839-1845)

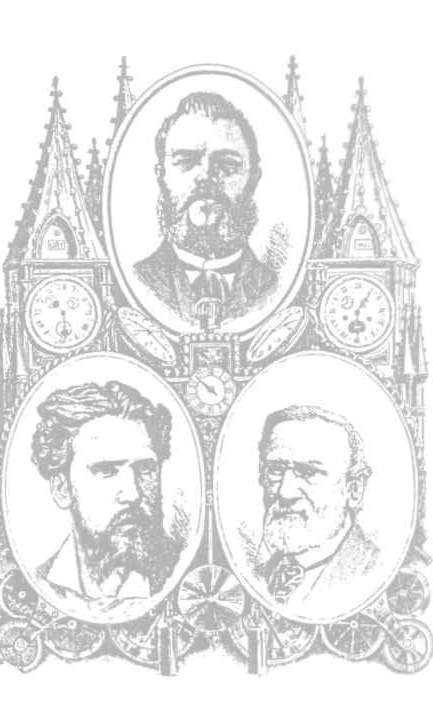
Grabado "Relojería polaca en Ginebra", con la imagen de "Antoni Patek" en la parte superior y retratos de los "hermanos Gostkowski" debajo

El 1 de mayo de 1839, en Ginebra, Antoni Patek junto con otro inmigrante polaco, Franciszek Czapek (que de hecho era de ascendencia checa), estableció su manufactura de relojes. La empresa también fue apoyada financieramente por sus primeros trabajadores, entre otros relojeros polacos: Wawrzyniec Gostkowski, Wincenty Gostkowski y Władysław Bandurski. Los primeros relojes de bolsillo se produjeron por encargos individuales. La producción artística de la joven firma reflejaba principalmente temas de la historia y la cultura polacas, como retratos de héroes revolucionarios, leyendas de los siglos X y XII y el culto a Nuestra Señora de Częstochowa.
La pequeña empresa Patek, Czapek & Co, que empleaba a media docena de trabajadores, producía aproximadamente doscientos relojes de calidad al año. Los pocos ejemplares conservados permiten constatar el grado de perfección de estos primeros relojes, fruto de una acertada unión entre la inspiración artística y la habilidad técnica.
En la colección del Museo Patek Philippe figuran relojes que presentan el escudo de armas de la princesa Zubów (véase la imagen ) de 1845 y los retratos del general polaco Tadeusz Kościuszko y del príncipe polaco y marqués de Francia Józef Antoni Poniatowski (véase imagen en ) de 1948.

### (1845-1851)
El creciente desacuerdo entre Patek y Czapek obligó a este último a retirarse. En 1851 Czapek fundó Czapek & Co., donde fabricó relojes hasta 1869. El 15 de mayo de 1845, el puesto que dejó vacante Czapek lo ocupó el relojero francés Adrien Philippe, de 30 años, que en 1842 inventó el mecanismo de cuerda sin llave.

### Contribuciones

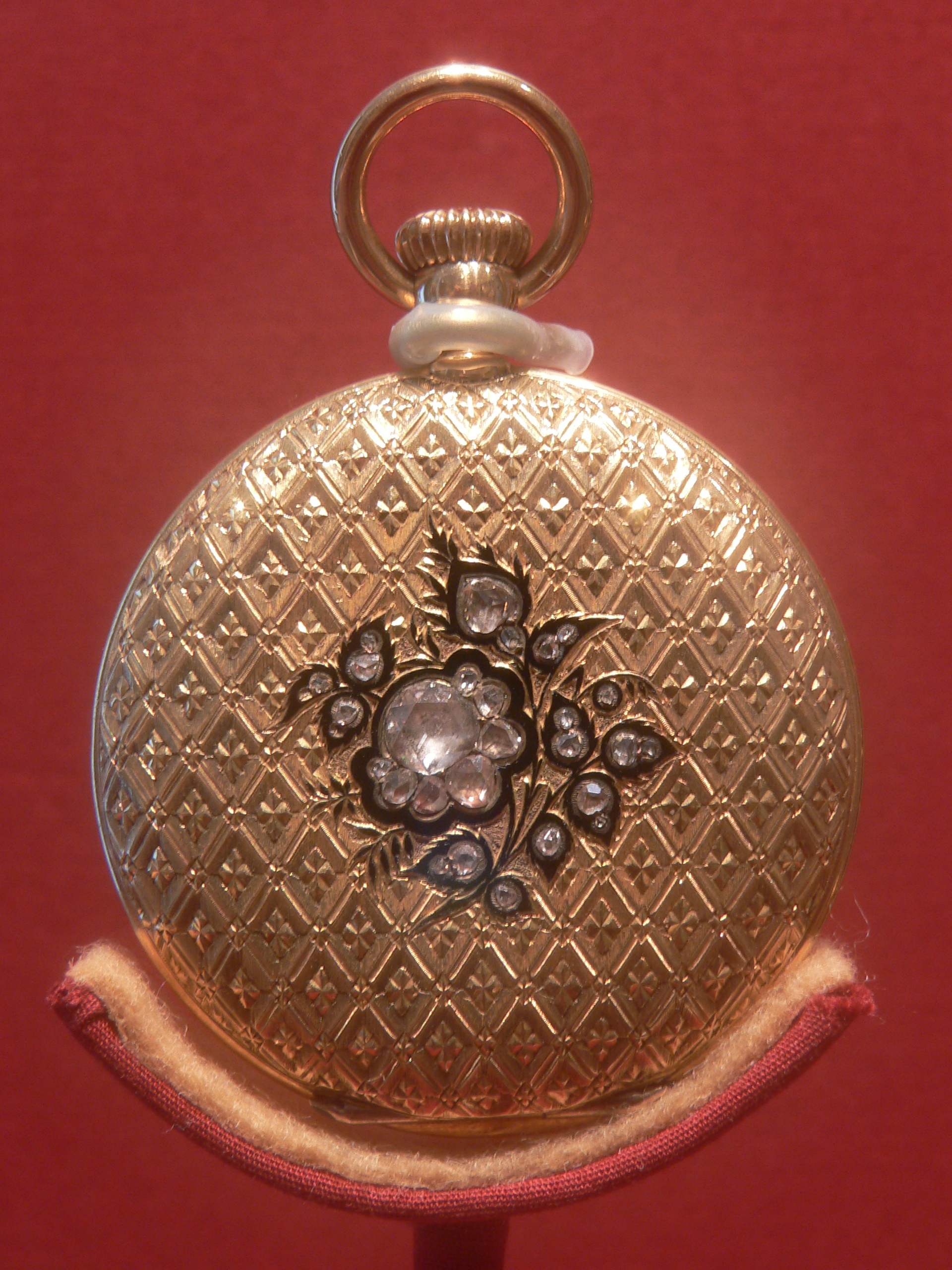
Reloj exclusivo de Patek Philippe & Co.

El 1 de enero de 1851 Patek & Co. se transformó en Patek Philippe & Co., y la empresa renovada comenzó la producción en serie de relojes de bolsillo.
Ambos copropietarios reconocieron la perfección como su ideal y la empresa alcanzó un gran éxito gracias a los principios que Antoni Patek dejó a sus descendientes:
- La calidad de los relojes producidos mantenida en el nivel más alto posible.
- La capacidad de introducir nuevos inventos y soluciones constructivas.[2]

El reloj de cuerda sin llave con esfera abierta "Queen Victoria" (véase imagen en ) fue presentado a la reina Victoria del Reino Unido durante la Gran Exposición de Londres en Hyde Park (en el Crystal Palace), el 18 de agosto de 1851.
En 1868, Patek Philippe fabricó su primer reloj de pulsera, que se vendió el 13 de noviembre de 1876 a una noble húngara, la Condesa Koscowicz. También fueron pioneros en el calendario perpetuo, cronógrafo y la repetición de minutos en los relojes.
En busca de contactos comerciales, Patek viajó, entre otros lugares, a Inglaterra (1847), Estados Unidos (1854) y Rusia (1858).

## Muerte de Antoni Patek y posterior
Tras la muerte de Patek, la empresa cambió de propietarios varias veces. 
Desde 1929, Patek Philippe & Co. ha sido propiedad de la familia Stern, pero ha mantenido su nombre original, Patek Philippe & Co. Lanza relojes coleccionables todos los años y hasta hoy sigue siendo una marca de lujo codiciada. Es el único fabricante de relojes de Ginebra que ha recibido el Sello de Ginebra. De todos los movimientos que llevan la distinción del Sello de Ginebra, el 95% son relojes de Patek Philippe & Co. 
La empresa no cesa en sus esfuerzos por innovar sus productos, y ha obtenido más de 70 patentes desde que en 1845 desarrolló el sistema de cuerda por tija. Los 20 relojes de pulsera más caros vendidos en subasta son todos de Patek Philippe & Co. El reloj Patek Philippe Henry Graves Supercomplication fabricado en 1933 ostenta el récord mundial del reloj más caro, vendido en subasta en 1999 por más de 11 millones de dólares.
El Sky Moon Tourbillon Ref 5002 es actualmente el reloj con mayor complicación del mundo, y solo se producen tres ejemplares al año. Los propietarios de estos relojes son seleccionados por Patek Co, ya que son muy buscados. Se venden principalmente a coleccionistas en lugar de a comerciantes, para evitar la reventa de relojes con fines de lucro.

## Vida política

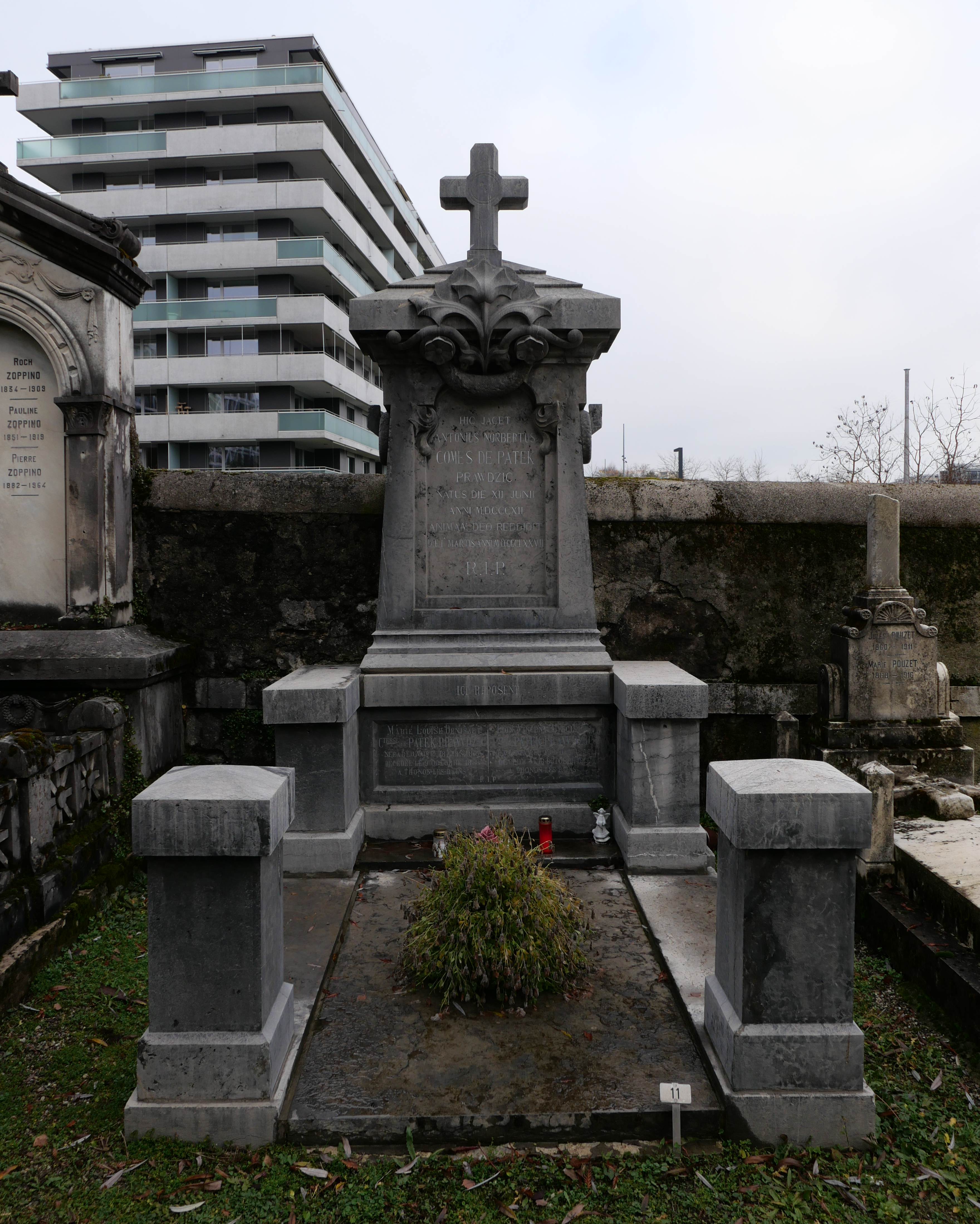
Sepultura de Antoni Patek en el cementerio Châtelaine

En 1843, Patek se naturalizó como ciudadano suizo en Ginebra. Sin embargo, no abandonó su actividad política como exiliado polaco ni se detuvo en sus esfuerzos por brindar su ayuda a los refugiados. Así, en 1838, apoyó la iniciativa de un grupo de emigrantes polacos para la creación de la "Fundación Polaca", una organización de ayuda mutua que se fundó al año siguiente y de la que se convirtió en tesorero y uno de los miembros más activos. En mayo de 1844, participó en la instalación de una biblioteca polaca con un salón de conferencias en Ginebra. 
Persuadido de la necesidad de una centralización de las organizaciones de emigrantes polacos, recomendó a sus compatriotas residentes en Ginebra que colaboraran con la comisión de los "Fondos de la Emigración Polaca" y la Librería Polaca de París. En los años 1843, 1845 y 1847 solicitó el apoyo del príncipe Adam Jerzy Czartoryski para esta sociedad. El 18 de mayo de 1846, Patek se adhirió a la Sociedad Democrática Polaca de Lyon y, durante las Revoluciones de 1848, viajó en secreto a Fráncfort para proponer allí, con ocasión de la reunión del 6 de marzo de la Supervisión Polaca, la convocatoria del Parlamento polaco en el exilio.
Las actividades políticas de Patek durante el levantamiento de Enero de 1863 fueron descritas por Julian Aleksander Bałaszewicz, escribiendo bajo el seudónimo de Albert Potocki. Tras el aplastamiento de la insurrección, Patek ayudó a los refugiados que llegaban a Ginebra y mantuvo las relaciones con la Congregación de la Resurrección de nuestro Señor Jesucristo (en polaco: Zmartwychwstancy), en París. 
Posteriormente, el papa Pío IX confirió a Patek el título de conde, en reconocimiento a los servicios prestados, así como a su condición de católico activo, dentro de la comunidad de exiliados polacos. Desafortunadamente, los archivos del Vaticano no conservan documentos que proporcionen información sobre la fecha y la naturaleza de esta distinción.
Antoni Patek murió en Ginebra y fue enterrado en un cementerio local de la localidad suiza de Chatelaine.